# Copa de la Liga de Inglaterra 2011-12
La Copa de la Liga de Inglaterra 2011-12 o Carling Cup 2011-12 fue la 52.ª edición de este torneo.
92 Equipos de los Niveles 1-4 de Inglaterra (Premier League, Football League Championship, Football League One & Football League Two) participaron en este torneo.
El ganador obtuvo el derecho de jugar en la UEFA Europa League partiendo de la Tercera Ronda si es que no se ha clasificado a ninguna competición Europea. La final se jugó el 26 de febrero de 2012 en el Estadio de Wembley entre los finalistas Liverpool FC y Cardiff City. Cardiff es el primer equipo no perteneciente a la Premier League en aparecer en la final de la Copa de la liga de Inglaterra desde el 2001. Fue la primera aparición de Liverpool en el Nuevo Estadio de Wembley.

## Derechos de transmisión
Los derechos de transmisión en el Reino Unido son compartidos entre Sky Sports y la BBC. Sky Sports tiene derechos de transmisión de 2 partidos en vivo de cada una de las rondas mientras la BBC transmitió vía en línea estadísticas y resultados y un especial de la Copa.

## Ronda preliminar
| Crawley Town | 3 - 2 | Wimbledon | 29 de julio de 2011 |

## Primera ronda
30 partidos se jugaron entre el 9 y el 11 de agosto de 2011, y los 4 restantes entre el 23 y el 24 de agosto de 2011:
| Hartlepool United                                                   | 1 - 1 | Sheffield United     | 9 de agosto de 2011  |
| 1-1 después de la prórroga, Sheffield United gana 4-3 en penales    |       |                      | 9 de agosto de 2011  |
| Accrington Stanley                                                  | 0 - 2 | Scunthorpe United    | 9 de agosto de 2011  |
| AFC Bournemouth                                                     | 5 - 0 | Dagenham & Redbridge | 9 de agosto de 2011  |
| Barnsley                                                            | 0 - 2 | Morecambe            | 9 de agosto de 2011  |
| Brighton & Hove Albion FC                                           | 1 - 0 | Gillingham           | 9 de agosto de 2011  |
| Burnley                                                             | 3 - 3 | Burton Albion        | 9 de agosto de 2011  |
| Burnley gana 6-3 en la prórroga                                     |       |                      | 9 de agosto de 2011  |
| Bury                                                                | 3 - 1 | Coventry City        | 9 de agosto de 2011  |
| Cheltenham Town                                                     | 1 - 4 | Milton Keynes Dons   | 9 de agosto de 2011  |
| Derby County                                                        | 2 - 3 | Shrewsbury Town      | 9 de agosto de 2011  |
| Doncaster Rovers                                                    | 3 - 0 | Tranmere Rovers      | 9 de agosto de 2011  |
| Exeter City                                                         | 2 - 0 | Yeovil Town          | 9 de agosto de 2011  |
| Hereford United                                                     | 1 - 0 | Brentford            | 9 de agosto de 2011  |
| Hull City                                                           | 0 - 2 | Macclesfield Town    | 9 de agosto de 2011  |
| Ipswich Town                                                        | 1 - 2 | Northampton Town     | 9 de agosto de 2011  |
| Leeds United                                                        | 3 - 2 | Bradford City        | 9 de agosto de 2011  |
| Nottingham Forest                                                   | 3 - 3 | Notts County         | 9 de agosto de 2011  |
| 3-3 después de la prórroga, Nottingham Forest gana 4-3 en penales   |       |                      | 9 de agosto de 2011  |
| Oldham Athletic                                                     | 1 - 1 | Carlisle United      | 9 de agosto de 2011  |
| 1-1 después de la prórroga, Carlisle United gana 4-2 en penales     |       |                      | 9 de agosto de 2011  |
| Plymouth Argyle                                                     | 0 - 1 | Millwall             | 9 de agosto de 2011  |
| Port Vale                                                           | 2 - 4 | Huddersfield Town    | 9 de agosto de 2011  |
| Portsmouth                                                          | 0 - 1 | Barnet               | 9 de agosto de 2011  |
| Preston North End                                                   | 3 - 2 | Crewe Alexandra      | 9 de agosto de 2011  |
| Rochdale                                                            | 1 - 1 | Chesterfield         | 9 de agosto de 2011  |
| Rochdale gana 3-2 en la prórroga                                    |       |                      | 9 de agosto de 2011  |
| Rotherham United                                                    | 1 - 4 | Leicester City       | 9 de agosto de 2011  |
| Southampton                                                         | 4 - 1 | Torquay United       | 9 de agosto de 2011  |
| Southend United                                                     | 1 - 1 | Leyton Orient        | 9 de agosto de 2011  |
| 1-1 después de la prórroga, Leyton Orient gana 4-3 en penales       |       |                      | 9 de agosto de 2011  |
| Stevenage                                                           | 2 - 2 | Peterborough United  | 9 de agosto de 2011  |
| Peterborough United gana 4-3 en la prórroga                         |       |                      | 9 de agosto de 2011  |
| Walsall                                                             | 0 - 3 | Middlesbrough        | 9 de agosto de 2011  |
| Wycombe Wanderers                                                   | 3 - 3 | Colchester United    | 9 de agosto de 2011  |
| 3-3 después de la prórroga, Wycombe Wanderers gana 5-4 en penales   |       |                      | 9 de agosto de 2011  |
| Oxford United                                                       | 1 - 1 | Cardiff City         | 10 de agosto de 2011 |
| Cardiff City gana 3-1 en la prórroga                                |       |                      | 10 de agosto de 2011 |
| Sheffield Wednesday                                                 | 0 - 0 | Blackpool            | 11 de agosto de 2011 |
| 0-0 después de la prórroga, Sheffield Wednesday gana 4-2 en penales |       |                      | 11 de agosto de 2011 |
| Crystal Palace                                                      | 2 - 0 | Crawley Town         | 23 de agosto de 2011 |
| Charlton Athletic                                                   | 2 - 1 | Reading              | 23 de agosto de 2011 |
| Bristol Rovers                                                      | 1 - 1 | Watford              | 23 de agosto de 2011 |
| 1-1 después de la prórroga, Bristol Rovers gana 4-2 en penales      |       |                      | 23 de agosto de 2011 |
| West Ham United                                                     | 1 - 2 | Aldershot Town       | 24 de agosto de 2011 |
| Bristol City                                                        | 0 - 1 | Swindon Town         | 24 de agosto de 2011 |

## Segunda ronda
El sorteo para la segunda ronda se llevó a cabo el 11 de agosto de 2011. Los trece equipos de la Premier League que no participan en la competición europea entran en el concurso en esta fase.
La segunda ronda tuvo lugar el 23, 24, 25 y 30 de agosto y el 13 de septiembre de 2011, jugándose un total de 24 partidos.
| 23 de agosto de 2011, 19:45 | Millwall                       | 2:0 (2:0) | Morecambe | The Den, Londres                                           |                                                            |
|                             | Bouazza 34' · Mkandawire 45+2' | Reporte   |           | Asistencia: 3.443 espectadores Árbitro(s): Darren Drysdale | Asistencia: 3.443 espectadores Árbitro(s): Darren Drysdale |

| 23 de agosto de 2011, 19:45 | Bury                 | 2:4 (1:1) | Leicester City                                       | Gigg Lane, Bury                                        |                                                        |
|                             | Jones 40' · Lowe 53' | Reporte   | Schlupp 21' · Gallagher 70' · Dyer 77' · Danns 90+3' | Asistencia: 3.779 espectadores Árbitro(s): Andy Haines | Asistencia: 3.779 espectadores Árbitro(s): Andy Haines |

| 23 de agosto de 2011, 19:45 | AFC Bournemouth | 1:4 (0:2) | West Bromwich Albion                  | Dean Court, Bournemouth                               |                                                       |
|                             | Lovell 48'      | Reporte   | Thomas 7' · Fortuné 42' 78' · Cox 53' | Asistencia: 6.911 espectadores Árbitro(s): Roger East | Asistencia: 6.911 espectadores Árbitro(s): Roger East |

| 23 de agosto de 2011, 19:45 | Aston Villa                 | 2:0 (0:0) | Hereford United | Villa Park, Birmingham                                   |                                                          |
|                             | Lichaj 80' · Delfouneso 88' | Reporte   |                 | Asistencia: 21.058 espectadores Árbitro(s): Kevin Wright | Asistencia: 21.058 espectadores Árbitro(s): Kevin Wright |

| 23 de agosto de 2011, 19:45 | Brighton & Hove Albion | 1:0 (0:0) | Sunderland | Falmer Stadium, Falmer                                  |                                                         |
|                             | Mackail-Smith 96'      | Reporte   |            | Asistencia: 17.090 espectadores Árbitro(s): Andy D'Urso | Asistencia: 17.090 espectadores Árbitro(s): Andy D'Urso |

| 23 de agosto de 2011, 19:45 | Shrewsbury Town                      | 3:1 (1:1) | Swansea City               | New Meadow, Shrewsbury                                  |                                                         |
|                             | Morgan 19' · Wright 67' · Wroe 90+1' | Reporte   | Cansdell-Sherriff 10' (ag) | Asistencia: 4.063 espectadores Árbitro(s): Paul Tierney | Asistencia: 4.063 espectadores Árbitro(s): Paul Tierney |

| 23 de agosto de 2011, 19:45 | Norwich City | 0:4 (0:2) | Milton Keynes Dons                             | Carrow Road, Norwich                                     |                                                          |
|                             |              | Reporte   | Chadwick 21' 60' · Baldock 28' · D. Powell 67' | Asistencia: 13.009 espectadores Árbitro(s): Mark Heywood | Asistencia: 13.009 espectadores Árbitro(s): Mark Heywood |

| 23 de agosto de 2011, 19:45 | Northampton Town | 0:4 (0:2) | Wolverhampton Wanderers                        | Sixfields Stadium, Northampton                          |                                                         |
|                             |                  | Reporte   | Ebanks-Blake 31' 77' · Milijaš 37' · Vokes 88' | Asistencia: 5.512 espectadores Árbitro(s): Carl Boyeson | Asistencia: 5.512 espectadores Árbitro(s): Carl Boyeson |

| 23 de agosto de 2011, 19:45 | Wycombe Wanderers | 1:4 (0:2) | Nottingham Forest                                       | Adams Park, High Wycombe                                  |                                                           |
|                             | Benyon 66' (p)    | Reporte   | Miller 3' · McGugan 6' (p) · Findley 62' · Majewski 75' | Asistencia: 2.866 espectadores Árbitro(s): Danny McDermid | Asistencia: 2.866 espectadores Árbitro(s): Danny McDermid |

| 23 de agosto de 2011, 19:45 | Burnley                                   | 3:2 (2:2, 1:0) | Barnet                   | Turf Moor, Burnley                                         |                                                            |
|                             | Rodriguez 38' · Elliott 64' · McCann 105' | Reporte        | Kabba 73' · Holmes 90+3' | Asistencia: 4.273 espectadores Árbitro(s): Chris Sarginson | Asistencia: 4.273 espectadores Árbitro(s): Chris Sarginson |

| 23 de agosto de 2011, 19:45 | Doncaster Rovers                      | 1:2 (1:1) | Leeds United  | Keepmoat Stadium, Doncaster                           |                                                       |
|                             | Hayter 2' · Elliott 64' · McCann 105' | Reporte   | Núñez 30' 83' | Asistencia: 8.505 espectadores Árbitro(s): Mark Brown | Asistencia: 8.505 espectadores Árbitro(s): Mark Brown |

| 23 de agosto de 2011, 19:45 | Cardiff City                                            | 5:3 (3:3, 2:0) | Huddersfield Town         | Cardiff City Stadium, Cardiff                              |                                                            |
|                             | Gyepes 16' · Parkin 17' · Cowie 90+3' 117' · Conway 96' | Reporte        | Rhodes 53' 88' · Ward 70' | Asistencia: 6.829 espectadores Árbitro(s): James Linington | Asistencia: 6.829 espectadores Árbitro(s): James Linington |

| 23 de agosto de 2011, 19:45 | Queens Park Rangers | 0:2 (0:1) | Rochdale                   | Loftus Road, Londres                                       |                                                            |
|                             |                     | Reporte   | Akpa Akpro 16' · Jones 81' | Asistencia: 4.755 espectadores Árbitro(s): Oliver Langford | Asistencia: 4.755 espectadores Árbitro(s): Oliver Langford |

| 24 de agosto de 2011, 19:45 | Peterborough United | 0:2 (0:2) | Middlesbrough         | London Road Stadium, Peterborough                     |                                                       |
|                             |                     | Reporte   | Robson 4' · Hines 27' | Asistencia: 5.012 espectadores Árbitro(s): Phil Gibbs | Asistencia: 5.012 espectadores Árbitro(s): Phil Gibbs |

| 24 de agosto de 2011, 19:45 | Exeter City          | 1:3 (0:1) | Liverpool                           | St James Park, Exeter                                    |                                                          |
|                             | Nardiello 80' (pen.) | Reporte   | Suárez 23' · Maxi 55' · Carroll 58' | Asistencia: 8.290 espectadores Árbitro(s): Anthony Bates | Asistencia: 8.290 espectadores Árbitro(s): Anthony Bates |

| 24 de agosto de 2011, 20:00 | Blackburn Rovers              | 3:1 (3:0) | Sheffield Wednesday | Ewood Park, Blackburn                                 |                                                       |
|                             | Rochina 3' 4' · Goodwillie 7' | Reporte   | Morrison 50'        | Asistencia: 8.607 espectadores Árbitro(s): David Webb | Asistencia: 8.607 espectadores Árbitro(s): David Webb |

| 24 de agosto de 2011, 20:00 | Everton                                          | 3:1 (3:1) | Sheffield United | Goodison Park, Liverpool                                 |                                                          |
|                             | Cresswell 31' (a.g.) · Anichebe 37' · Arteta 42' | Reporte   | Cresswell 28'    | Asistencia: 17.173 espectadores Árbitro(s): Nigel Miller | Asistencia: 17.173 espectadores Árbitro(s): Nigel Miller |

| 24 de agosto de 2011, 20:00 | Bolton Wanderers        | 2:1 (0:1) | Macclesfield Town | Estadio Reebok, Bolton                                    |                                                           |
|                             | Tuncay 56' · Petrov 73' | Reporte   | Sinclair 11'      | Asistencia: 6.777 espectadores Árbitro(s): Eddie Ilderton | Asistencia: 6.777 espectadores Árbitro(s): Eddie Ilderton |

| 25 de agosto de 2011, 19:45 | Scunthorpe United | 1:2 (1:1, 1:0) | Newcastle United         | Glanford Park, Scunthorpe                                   |                                                             |
|                             | Dagnall 15'       | Reporte        | Taylor 80' · Ameobi 112' | Asistencia: 4.408 espectadores Árbitro(s): Graham Salisbury | Asistencia: 4.408 espectadores Árbitro(s): Graham Salisbury |

| 30 de agosto de 2011, 19:45 | Aldershot Town                     | 2:0 (1:0) | Carlisle United | EBB Stadium, Aldershot                                     |                                                            |
|                             | Rankine 45+1' · Livesey 75' (a.g.) | Reporte   |                 | Asistencia: 2.809 espectadores Árbitro(s): James Linington | Asistencia: 2.809 espectadores Árbitro(s): James Linington |

| 30 de agosto de 2011, 19:45 | Swindon Town  | 1:3 (0:2) | Southampton                          | County Ground, Swindon                                 |                                                        |
|                             | Kerrouche 84' | Reporte   | Guly 17' · Forte 40' · Lambert 90+4' | Asistencia: 7.452 espectadores Árbitro(s): Fred Graham | Asistencia: 7.452 espectadores Árbitro(s): Fred Graham |

| 30 de agosto de 2011, 19:45 | Leyton Orient                                  | 3:2 (2:0) | Bristol Rovers                | Brisbane Road, Londres                                  |                                                         |
|                             | Mooney 18' · Chorley 23' (pen.) · Dawson 90+4' | Reporte   | Zebroski 69' · Richards 90+1' | Asistencia: 1.881 espectadores Árbitro(s): Andy Woolmer | Asistencia: 1.881 espectadores Árbitro(s): Andy Woolmer |

| 13 de septiembre de 2011, 19:45 | Charlton Athletic       | 0:2 (0:1) | Preston North End | The Valley, Londres                                    |                                                        |
|                                 | Russell 11' · Mayor 67' | Reporte   |                   | Asistencia: 5.130 espectadores Árbitro(s): Fred Graham | Asistencia: 5.130 espectadores Árbitro(s): Fred Graham |

| 13 de septiembre de 2011, 20:00 | Crystal Palace          | 2:1 (2:0) | Wigan Athletic | Selhurst Park, Londres                                  |                                                         |
|                                 | Ambrose 24' · Mayor 30' | Reporte   | Williams 90+2' | Asistencia: 7.649 espectadores Árbitro(s): Keith Stroud | Asistencia: 7.649 espectadores Árbitro(s): Keith Stroud |

## Tercera ronda
El sorteo de la tercera ronda tuvo lugar el 27 de agosto de 2011. Los ocho clubes ingleses que clasificaron para alguna competición europea en la temporada 2010-11 - Arsenal, Birmingham City, Chelsea, Fulham, Manchester City, Manchester United, Stoke City y el Tottenham Hotspur - entraron a la competencia en esta etapa. Sólo dos equipos de League Two se mantuvieron en esta etapa: Aldershot Town y el Shrewsbury Town.
La tercera ronda tuvo lugar el 20 y 21 de septiembre de 2011.
| 20 de septiembre de 2011, 19:45 | Wolverhampton Wanderers                                           | 5:0 (3:0) | Millwall | Molineux Stadium, Wolverhampton                         |                                                         |
|                                 | Edwards 3' · Hammill 7' · Elokobi 38' · Spray 77' · Guedioura 88' | Reporte   |          | Asistencia: 7.749 espectadores Árbitro(s): Kevin Wright | Asistencia: 7.749 espectadores Árbitro(s): Kevin Wright |

| 20 de septiembre de 2011, 19:45 | Aldershot Town           | 2:1 (0:1) | Rochdale   | EBB Stadium, Aldershot                                 |                                                        |
|                                 | Rankine 47' · Hylton 78' | Reporte   | Grimes 45' | Asistencia: 3.334 espectadores Árbitro(s): Andy D'Urso | Asistencia: 3.334 espectadores Árbitro(s): Andy D'Urso |

| 20 de septiembre de 2011, 19:45 | Arsenal                                           | 3:1(1:1) | Shrewsbury Town | Emirates Stadium, Londres                                 |                                                           |
|                                 | Gibbs 33' · Oxlade-Chamberlain 58' · Benayoun 78' | Reporte  | Collins 16'     | Asistencia: 46.539 espectadores Árbitro(s): Anthony Bates | Asistencia: 46.539 espectadores Árbitro(s): Anthony Bates |

| 20 de septiembre de 2011, 19:45 | Burnley                    | 2:1 (0:1) | Milton Keynes Dons | Turf Moor, Burnley                                         |                                                            |
|                                 | Trippier 59' · Amougou 89' | Reporte   | Powell 6'          | Asistencia: 4.134 espectadores Árbitro(s): Scott Mathieson | Asistencia: 4.134 espectadores Árbitro(s): Scott Mathieson |

| 20 de septiembre de 2011, 19:45 | Leeds United | 0:3 (0:3) | Manchester United          | Elland Road, Leeds                                     |                                                        |
|                                 |              | Reporte   | Owen 15, 32' · Giggs 45+1' | Asistencia: 31.031 espectadores Árbitro(s): Mike Jones | Asistencia: 31.031 espectadores Árbitro(s): Mike Jones |

| 20 de septiembre de 2011, 19:45 | Nottingham Forest                          | 3:4 (2:2, 0:1) | Newcastle United                                            | City Ground, Nottingham                               |                                                       |
|                                 | Findley 46' · Derbyshire 66' · Tudgay 114' | Reporte        | Løvenkrands 39, 60' (pen.) · Simpson 93' · Coloccini 120+2' | Asistencia: 10.208 espectadores Árbitro(s): Lee Mason | Asistencia: 10.208 espectadores Árbitro(s): Lee Mason |

| 20 de septiembre de 2011, 19:45 | Aston Villa | 0:2 (0:0) | Bolton Wanderers        | Villa Park, Birmingham                                      |                                                             |
|                                 |             | Reporte   | Eagles 54' · Kakuta 77' | Asistencia: 22.2661 espectadores Árbitro(s): Darren Deadman | Asistencia: 22.2661 espectadores Árbitro(s): Darren Deadman |

| 20 de septiembre de 2011, 19:45 | Stoke City                                                                   | 0:0 (7:6 p.)               | Tottenham Hotspur                                                                 | Britannia Stadium, Stoke-on-Trent                       |                                                         |
|                                 |                                                                              | Reporte                    |                                                                                   | Asistencia: 15.023 espectadores Árbitro(s): Lee Probert | Asistencia: 15.023 espectadores Árbitro(s): Lee Probert |
|                                 |                                                                              | Tiros desde el punto penal |                                                                                   |                                                         |                                                         |
|                                 | Walters · Pennant · Whelan · Wilson · Crouch · Etherington · Upson · Shotton |                            | Defoe · Pavliuchenko · Townsend · Ćorluka · Kaboul · Livermore · Carroll · Luongo |                                                         |                                                         |

| 20 de septiembre de 2011, 20:00 | Blackburn Rovers                               | 3:2 (1:0) | Leyton Orient       | Ewood Park, Blackburn                                    |                                                          |
|                                 | Robert 44' (pen.) · Rochina 71' · Vukčević 75' | Reporte   | Money 64' · Cox 86' | Asistencia: 7.104 espectadores Árbitro(s): Colin Webster | Asistencia: 7.104 espectadores Árbitro(s): Colin Webster |

| 20 de septiembre de 2011, 20:00 | Crystal Palace        | 2:1 (1:0) | Middlesbrough | Selhurst Park, Londres                                  |                                                         |
|                                 | Zaha 18' · Andrew 52' | Reporte   | Zemmama 55'   | Asistencia: 5.448 espectadores Árbitro(s): Graham Scott | Asistencia: 5.448 espectadores Árbitro(s): Graham Scott |

| 21 de septiembre de 2011, 19:45 | Cardiff City                                                | 2:2 (2:2, 1:1) (7:6 p.)    | Leicester City                                              | Cardiff City Stadium, Cardiff City                    |                                                       |
|                                 | Cowie 34' · Gestede 82'                                     | Reporte                    | Howard 40' · Dyer 66'                                       | Asistencia: 8.697 espectadores Árbitro(s): Roger East | Asistencia: 8.697 espectadores Árbitro(s): Roger East |
|                                 |                                                             | Tiros desde el punto penal |                                                             |                                                       |                                                       |
|                                 | Naylor · Earnshaw · Cowie · Conway · Kiss · Gestede · Quinn |                            | Dyer · Howard · Abe · Danns · Ledger · Paintsil · Fernandes |                                                       |                                                       |

| 21 de septiembre de 2011, 19:45 | Chelsea                                  | 0:0 (4:3 p.)               | Fulham                                    | Stamford Bridge, Londres                              |                                                       |
|                                 |                                          | Reporte                    |                                           | Asistencia: 37.632 espectadores Árbitro(s): Chris Foy | Asistencia: 37.632 espectadores Árbitro(s): Chris Foy |
|                                 |                                          | Tiros desde el punto penal |                                           |                                                       |                                                       |
|                                 | Lampard · Luiz · Terry · Kalou · Malouda |                            | Zamora · Sidwell · Dembélé · Baird · Ruiz |                                                       |                                                       |

| 21 de septiembre de 2011, 19:45 | Brighton & Hove Albion | 1:2 (0:1) | Liverpool             | American Express Community Stadium, Falmer                 |                                                            |
|                                 | Barnes 90' (pen.)      | Reporte   | Bellamy 7' · Kuyt 82' | Asistencia: 21.897 espectadores Árbitro(s): Michael Oliver | Asistencia: 21.897 espectadores Árbitro(s): Michael Oliver |

| 21 de septiembre de 2011, 19:45 | Manchester City                | 2:0 (2:0) | Birmingham City | Etihad Stadium, Manchester                               |                                                          |
|                                 | Hargreaves 17' · Balotelli 39' | Reporte   |                 | Asistencia: 25.070 espectadores Árbitro(s): Kevin Friend | Asistencia: 25.070 espectadores Árbitro(s): Kevin Friend |

| 21 de septiembre de 2011, 19:45 | Southampton                | 2:1 (1:0) | Preston North End | St Mary´s Stadium, Southampton                          |                                                         |
|                                 | Hooiveld 27' · Lallana 66' | Reporte   | Barton 52'        | Asistencia: 7.414 espectadores Árbitro(s): Simon Hooper | Asistencia: 7.414 espectadores Árbitro(s): Simon Hooper |

| 21 de septiembre de 2011, 20:00 | Everton                     | 2:1 (1:1, 0:0) | West Bromwich Albion | Goodison Park, Liverpool                                  |                                                           |
|                                 | Fellaini 89' · Neville 103' | Reporte        | Brunt 57' (pen.)     | Asistencia: 17.647 espectadores Árbitro(s): Jonathan Moss | Asistencia: 17.647 espectadores Árbitro(s): Jonathan Moss |

## Fase final
|  | Octavos de final            | Octavos de final            |                   |       | Cuartos de final              | Cuartos de final              |  |  | Semifinales               | Semifinales               |  |  | Final                 | Final                 |
|  | 25 al 26 de octubre de 2011 | 25 al 26 de octubre de 2011 |                   |       | 29 al 30 de noviembre de 2011 | 29 al 30 de noviembre de 2011 |  |  | 10 al 25 de enero de 2012 | 10 al 25 de enero de 2012 |  |  | 26 de febrero de 2012 | 26 de febrero de 2012 |
|  |                             |                             |                   |       |                               |                               |  |  |                           |                           |  |  |                       |                       |
|  |                             |                             |                   |       |                               |                               |  |  |                           |                           |  |  |                       |                       |
|  |                             |                             |                   |       |                               |                               |  |  |                           |                           |  |  |                       |                       |
|  | Arsenal                     | 2                           |                   |       |                               |                               |  |  |                           |                           |  |  |                       |                       |
|  | Arsenal                     | 2                           |                   |       |                               |                               |  |  |                           |                           |  |  |                       |                       |
|  | Bolton Wanderers            | 1                           |                   |       |                               |                               |  |  |                           |                           |  |  |                       |                       |
|  | Bolton Wanderers            | 1                           | Arsenal           | 0     |                               |                               |  |  |                           |                           |  |  |                       |                       |
|  |                             |                             |                   | 0     |                               |                               |  |  |                           |                           |  |  |                       |                       |
|  |                             | Manchester City             | 1                 |       |                               |                               |  |  |                           |                           |  |  |                       |                       |
|  | Wolverhampton               | Manchester City             | 1                 | 2     |                               |                               |  |  |                           |                           |  |  |                       |                       |
|  | Wolverhampton               |                             |                   | 2     |                               |                               |  |  |                           |                           |  |  |                       |                       |
|  | Manchester City             | 5                           |                   |       |                               |                               |  |  |                           |                           |  |  |                       |                       |
|  | Manchester City             | 5                           | Manchester City   | 2     |                               |                               |  |  |                           |                           |  |  |                       |                       |
|  |                             |                             |                   | 2     |                               |                               |  |  |                           |                           |  |  |                       |                       |
|  |                             | Liverpool                   | 3                 |       |                               |                               |  |  |                           |                           |  |  |                       |                       |
|  | Everton                     | Liverpool                   | 3                 | 1     |                               |                               |  |  |                           |                           |  |  |                       |                       |
|  | Everton                     |                             |                   | 1     |                               |                               |  |  |                           |                           |  |  |                       |                       |
|  | Chelsea (pró.)              | 2                           |                   |       |                               |                               |  |  |                           |                           |  |  |                       |                       |
|  | Chelsea (pró.)              | 2                           | Chelsea           | 0     |                               |                               |  |  |                           |                           |  |  |                       |                       |
|  |                             |                             |                   | 0     |                               |                               |  |  |                           |                           |  |  |                       |                       |
|  |                             | Liverpool                   | 2                 |       |                               |                               |  |  |                           |                           |  |  |                       |                       |
|  | Stoke City                  | Liverpool                   | 2                 | 1     |                               |                               |  |  |                           |                           |  |  |                       |                       |
|  | Stoke City                  |                             |                   | 1     |                               |                               |  |  |                           |                           |  |  |                       |                       |
|  | Liverpool                   | 2                           |                   |       |                               |                               |  |  |                           |                           |  |  |                       |                       |
|  | Liverpool                   | 2                           | Liverpool         | 2 (3) |                               |                               |  |  |                           |                           |  |  |                       |                       |
|  |                             |                             |                   | 2 (3) |                               |                               |  |  |                           |                           |  |  |                       |                       |
|  |                             | Cardiff City                | 2 (2)             |       |                               |                               |  |  |                           |                           |  |  |                       |                       |
|  | Aldershot Town              | Cardiff City                | 2 (2)             | 0     |                               |                               |  |  |                           |                           |  |  |                       |                       |
|  | Aldershot Town              |                             |                   | 0     |                               |                               |  |  |                           |                           |  |  |                       |                       |
|  | Manchester United           | 3                           |                   |       |                               |                               |  |  |                           |                           |  |  |                       |                       |
|  | Manchester United           | 3                           | Manchester United | 1     |                               |                               |  |  |                           |                           |  |  |                       |                       |
|  |                             |                             |                   | 1     |                               |                               |  |  |                           |                           |  |  |                       |                       |
|  |                             | Crystal Palace              | 2                 |       |                               |                               |  |  |                           |                           |  |  |                       |                       |
|  | Crystal Palace              | Crystal Palace              | 2                 | 2     |                               |                               |  |  |                           |                           |  |  |                       |                       |
|  | Crystal Palace              |                             |                   | 2     |                               |                               |  |  |                           |                           |  |  |                       |                       |
|  | Southampton                 | 0                           |                   |       |                               |                               |  |  |                           |                           |  |  |                       |                       |
|  | Southampton                 | 0                           | Crystal Palace    | 1 (1) |                               |                               |  |  |                           |                           |  |  |                       |                       |
|  |                             |                             |                   | 1 (1) |                               |                               |  |  |                           |                           |  |  |                       |                       |
|  |                             | Cardiff City (pen.)         | 1 (3)             |       |                               |                               |  |  |                           |                           |  |  |                       |                       |
|  | Cardiff City                | Cardiff City (pen.)         | 1 (3)             | 1     |                               |                               |  |  |                           |                           |  |  |                       |                       |
|  | Cardiff City                |                             |                   | 1     |                               |                               |  |  |                           |                           |  |  |                       |                       |
|  | Burnley                     | 0                           |                   |       |                               |                               |  |  |                           |                           |  |  |                       |                       |
|  | Burnley                     | 0                           | Cardiff City      | 2     |                               |                               |  |  |                           |                           |  |  |                       |                       |
|  |                             |                             |                   | 2     |                               |                               |  |  |                           |                           |  |  |                       |                       |
|  |                             | Blackburn Rovers            | 0                 |       |                               |                               |  |  |                           |                           |  |  |                       |                       |
|  | Blackburn Rovers (pró.)     | Blackburn Rovers            | 0                 | 4     |                               |                               |  |  |                           |                           |  |  |                       |                       |
|  | Blackburn Rovers (pró.)     |                             |                   | 4     |                               |                               |  |  |                           |                           |  |  |                       |                       |
|  | Newcastle United            | 3                           |                   |       |                               |                               |  |  |                           |                           |  |  |                       |                       |
|  | Newcastle United            | 3                           |                   |       |                               |                               |  |  |                           |                           |  |  |                       |                       |

Nota: En semifinales se muestran los resultados globales.

## Octavos de final
El sorteo de la cuarta ronda se llevó a cabo el 24 de septiembre de 2011. Aldershot Town fue el menor equipo mejor clasificado que queda en la competencia y el único equipo que representa a la League Two en esta etapa. Ningún equipo de la League One se mantuvo.
La cuarta ronda se llevó a cabo el 25 y 26 de octubre de 2011.
| 25 de octubre de 2011, 19:45 | Cardiff City | 1:0 (1:0) | Burnley | Cardiff City Stadium, Cardiff                              |                                                            |
|                              | Mason 40'    | Reporte   |         | Asistencia: 11.601 espectadores Árbitro(s): Darren Deadman | Asistencia: 11.601 espectadores Árbitro(s): Darren Deadman |

| 25 de octubre de 2011, 19:45 | Arsenal                 | 2:1 (0:0) | Bolton Wanderers | Emirates Stadium, Londres                                 |                                                           |
|                              | Arshavin 53' · Park 56' | Reporte   | Muamba 47'       | Asistencia: 56.628 espectadores Árbitro(s): Anthny Taylor | Asistencia: 56.628 espectadores Árbitro(s): Anthny Taylor |

| 25 de octubre de 2011, 19:45 | Aldershot Town | 0:3 (0:2) | Manchester United                      | Recreation Ground, Aldershot                            |                                                         |
|                              |                | Reporte   | Berbatov 15' · Owen 41' · Valencia 48' | Asistencia: 7.044 espectadores Árbitro(s): Peter Walton | Asistencia: 7.044 espectadores Árbitro(s): Peter Walton |

| 25 de octubre de 2011, 19:45 | Crystal Palace                  | 2:0 (0:0) | Southampton | Selhurst Park, Londres                                   |                                                          |
|                              | Ambrose 73' · Easter 82' (pen.) | Reporte   |             | Asistencia: 11.865 espectadores Árbitro(s): Mark Haywood | Asistencia: 11.865 espectadores Árbitro(s): Mark Haywood |

| 26 de octubre de 2011, 19:45 | Wolverhampton Wanderers  | 2:5 (1:3) | Manchester City                                            | Molineux Stadium, Wolverhampton                            |                                                            |
|                              | Milijaš 18' · O'Hara 65' | Reporte   | Johnson 37' · Nasri 39' · Džeko 65' · De Vries 65' (en c.) | Asistencia: 12.436 espectadores Árbitro(s): Neil Swarbrick | Asistencia: 12.436 espectadores Árbitro(s): Neil Swarbrick |

| 26 de octubre de 2011, 19:45 | Stoke City | 1:2 (1:0) | Liverpool     | Britannia Stadium, Stoke-on-Trent                       |                                                         |
|                              | Jones 44'  | Reporte   | Suárez 54,85' | Asistencia: 29.934 espectadores Árbitro(s): Lee Probert | Asistencia: 29.934 espectadores Árbitro(s): Lee Probert |

| 26 de octubre de 2011, 20:00 | Blackburn Rovers                                           | 4:3 (2:2, 1:0) | Newcastle United                                  | Ewood Park, Blackburn                                     |                                                           |
|                              | Rochina 5' · Yakubu 64' (pen.) · Pedersen 64' · Givet 120' | Reporte        | Guthrie 90+3' · Cabaye 90+6' · Løvenkrands 105+3' | Asistencia: 10.682 espectadores Árbitro(s): Robert Madley | Asistencia: 10.682 espectadores Árbitro(s): Robert Madley |

| 26 de octubre de 2011, 20:00 | Everton  | 1:2 (1:1, 0:1) | Chelsea                    | Goodison Park, Liverpool                              |                                                       |
|                              | Saha 83' | Reporte        | Kalou 38' · Sturridge 116' | Asistencia: 23.170 espectadores Árbitro(s): Lee Mason | Asistencia: 23.170 espectadores Árbitro(s): Lee Mason |

## Cuartos de final
El sorteo de la quinta ronda tuvo lugar el 29 de octubre de 2011. Cardiff City y Crystal Palace de la Championship fueron los únicos no-clubes de la Premier League que clasificaron a esta etapa.
Los partidos de la quinta ronda tuvo lugar el 29 y 30 de noviembre de 2011.
| 29 de noviembre de 2011, 19:45 | Chelsea | 0:2 (0:0) | Liverpool                       | Stamford Bridge, Londres                              |                                                       |
|                                |         | Reporte   | M. Rodríguez 58' · M. Kelly 63' | Asistencia: 40.511 espectadores Árbitro(s): Phil Dowd | Asistencia: 40.511 espectadores Árbitro(s): Phil Dowd |

| 29 de noviembre de 2011, 19:45 | Cardiff City                   | 2:0 (1:0) | Blackburn Rovers | Cardiff City Stadium, Cardiff                               |                                                             |
|                                | K. Miller 20' · A. Gerrard 63' | Reporte   |                  | Asistencia: 19.436 espectadores Árbitro(s): Martin Atkinson | Asistencia: 19.436 espectadores Árbitro(s): Martin Atkinson |

| 29 de noviembre de 2011, 20:00 | Arsenal | 0:1 (0:0) | Manchester City | Emirates Stadium, Londres                               |                                                         |
|                                |         | Reporte   | S. Agüero 83'   | Asistencia: 60.028 espectadores Árbitro(s): Lee Probert | Asistencia: 60.028 espectadores Árbitro(s): Lee Probert |

| 30 de noviembre de 2011, 19:45 | Manchester United     | 1:2 (1:1, 0:0) | Crystal Palace                 | Old Trafford, Manchester                              |                                                       |
|                                | F. Macheda 69' (pen.) | Reporte        | D. Ambrose 65' · G. Murray 98' | Asistencia: 52.624 espectadores Árbitro(s): Chris Foy | Asistencia: 52.624 espectadores Árbitro(s): Chris Foy |

## Semifinales
El sorteo de las semifinales se llevó a cabo el 30 de noviembre de 2011. A diferencia del resto del torneo, las semifinales se juegan a partido doble, con el marcador global después de la segunda etapa para determinar los ganadores. En el caso de que la puntuación global sea el mismo después de los partidos de vuelta, a 30 minutos de tiempo extra se jugará, con la regla de los goles de visitante aplicada.
Los partidos de ida se llevó a cabo el 10 y 11 de enero, y los partidos de vuelta dos semanas más tarde, es decir, el 24 y 25 de enero de 2012.

### Ida
| 10 de enero de 2012, 20:00 | Crystal Palace | 1:0 (1:0) | Cardiff City | Selhurst Park, Londres                                |                                                       |
|                            | Gardner 43'    | Reporte   |              | Asistencia: 22.147 espectadores Árbitro(s): Mike Dean | Asistencia: 22.147 espectadores Árbitro(s): Mike Dean |

| 11 de enero de 2012, 19:45 | Manchester City | 0:1 (0:1) | Liverpool          | Etihad Stadium, Manchester                            |                                                       |
|                            |                 | Reporte   | Gerrard 13' (pen.) | Asistencia: 36.071 espectadores Árbitro(s): Lee Mason | Asistencia: 36.071 espectadores Árbitro(s): Lee Mason |

### Vuelta
| 24 de enero de 2012, 19:45 | Cardiff City                            | 1:0 (1:0, 1:0) (3:1 p.)    | Crystal Palace                     | Cardiff City Stadium, Cardiff                           |                                                         |
|                            | Gardner 7' (en c.)                      | Reporte                    |                                    | Asistencia: 25.652 espectadores Árbitro(s): Howard Webb | Asistencia: 25.652 espectadores Árbitro(s): Howard Webb |
|                            |                                         | Tiros desde el punto penal |                                    |                                                         |                                                         |
|                            | Miller · Conway · Gestede · Whittingham |                            | Easter · Scannell · Jedinak · Parr |                                                         |                                                         |

| 25 de enero de 2012, 19:45 | Liverpool                        | 2:2 (1:1) | Manchester City         | Anfield, Liverpool                                    |                                                       |
|                            | Gerrard 41' (pen.) · Bellamy 74' | Reporte   | De Jong 31' · Džeko 67' | Asistencia: 44.590 espectadores Árbitro(s): Phil Dowd | Asistencia: 44.590 espectadores Árbitro(s): Phil Dowd |

## Final
La final se jugó el 26 de febrero de 2012 en el estadio de Wembley. La final involucró un equipo de la Premier League, el Liverpool, y uno de la Championship, el Cardiff. El juego fue ganado por el Liverpool después de una tanda de penaltis.
| 26 de febrero de 2012, 16:00 | Cardiff City                                     | 2:2 (1:1, 1:0) (2:3 p.)    | Liverpool                                 | Estadio de Wembley, Londres                                  |                                                              |
|                              | Joe Mason 19' · Ben Turner 118'                  | Reporte                    | M. Skrtel 60' · Dirk Kuyt 108'            | Asistencia: 89.041 espectadores Árbitro(s): Mark Clattenburg | Asistencia: 89.041 espectadores Árbitro(s): Mark Clattenburg |
|                              |                                                  | Tiros desde el punto penal |                                           |                                                              |                                                              |
|                              | Miller · Cowie · Gestede · Whittingham · Gerrard |                            | Gerrard · Adam · Kuyt · Downing · Johnson |                                                              |                                                              |

| 1          | POR        | Tom Heaton        |      |
| 2          | DEF        | Kevin McNaughton  | 106' |
| 5          | DEF        | Mark Hudson       | 99'  |
| 25         | DEF        | Ben Turner        |      |
| 3          | DEF        | Andrew Taylor     |      |
| 8          | MED        | Don Cowie         |      |
| 7          | MED        | Peter Whittingham |      |
| 17         | MED        | Aron Gunnarsson   |      |
| 20         | MED        | Joe Mason         | 91'  |
| 9          | MED        | Kenny Miller      |      |
| 15         | DEL        | Rudy Gestede      |      |
| Entrenador | Entrenador | Malky Mackay      |      |

| 25         | POR        | Pepe Reina       |      |
| 2          | DEF        | Glen Johnson     |      |
| 37         | DEF        | Martin Škrtel    |      |
| 5          | DEF        | Daniel Agger     | 88'  |
| 3          | DEF        | José Enrique     |      |
| 8          | MED        | Steven Gerrard   |      |
| 26         | MED        | Charlie Adam     |      |
| 14         | MED        | Jordan Henderson | 58'  |
| 7          | MED        | Luis Suárez      |      |
| 19         | MED        | Stewart Downing  |      |
| 9          | DEL        | Andy Carroll     | 103' |
| Entrenador | Entrenador | Kenny Dalglish   |      |

| 4  | MED | Filip Kiss      | 91'  |
| 6  | DEF | Anthony Gerrard | 99'  |
| 23 | MED | Darcy Blake     | 106' |

| 39 | DEL | Craig Bellamy   | 58'  |
| 23 | DEF | Jamie Carragher | 86'  |
| 18 | DEL | Dirk Kuyt       | 103' |

| Anotado | 19'  | Joe Mason  | 1–0 |
| Anotado | 118' | Ben Turner | 2–2 |

| Anotado | 60'  | Martin Škrtel | 1–1 |
| Anotado | 108' | Dirk Kuyt     | 1–2 |

| Kenny MIller      | Fallo de penal   | 0:0 |                  |                 |
|                   |                  | 0:0 | Fallo de penal   | Steven Gerrard  |
| Don Cowie         | Acierto de penal | 1:0 |                  |                 |
|                   |                  | 1:0 | Fallo de penal   | Adam Lallana    |
| Rudy Gestede      | Fallo de penal   | 1:0 |                  |                 |
|                   |                  | 1:1 | Acierto de penal | Dirk Kuyt       |
| Peter Whittingham | Acierto de penal | 2:1 |                  |                 |
|                   |                  | 2:2 | Acierto de penal | Stewart Downing |
| Steven Gerrard    | Fallo de penal   | 2:2 |                  |                 |
|                   |                  | 2:3 | Acierto de penal | Glen Johnson    |

| Amonestado | 119' | Ben Turner |
| Amonestado | 98'  | Filip Kiss |

| Amonestado | 52' | Jordan Henderson |

| Árbitro             | Mark Clattenburg |
| Árbitros asistentes | Simon Beck       |
| Árbitros asistentes | Mick McDonough   |
| Cuarto árbitro      | Anthony Taylor   |

| 1          | POR        | Tom Heaton        |      |
| 2          | DEF        | Kevin McNaughton  | 106' |
| 5          | DEF        | Mark Hudson       | 99'  |
| 25         | DEF        | Ben Turner        |      |
| 3          | DEF        | Andrew Taylor     |      |
| 8          | MED        | Don Cowie         |      |
| 7          | MED        | Peter Whittingham |      |
| 17         | MED        | Aron Gunnarsson   |      |
| 20         | MED        | Joe Mason         | 91'  |
| 9          | MED        | Kenny Miller      |      |
| 15         | DEL        | Rudy Gestede      |      |
| Entrenador | Entrenador | Malky Mackay      |      |

| 25         | POR        | Pepe Reina       |      |
| 2          | DEF        | Glen Johnson     |      |
| 37         | DEF        | Martin Škrtel    |      |
| 5          | DEF        | Daniel Agger     | 88'  |
| 3          | DEF        | José Enrique     |      |
| 8          | MED        | Steven Gerrard   |      |
| 26         | MED        | Charlie Adam     |      |
| 14         | MED        | Jordan Henderson | 58'  |
| 7          | MED        | Luis Suárez      |      |
| 19         | MED        | Stewart Downing  |      |
| 9          | DEL        | Andy Carroll     | 103' |
| Entrenador | Entrenador | Kenny Dalglish   |      |

| 4  | MED | Filip Kiss      | 91'  |
| 6  | DEF | Anthony Gerrard | 99'  |
| 23 | MED | Darcy Blake     | 106' |

| 39 | DEL | Craig Bellamy   | 58'  |
| 23 | DEF | Jamie Carragher | 86'  |
| 18 | DEL | Dirk Kuyt       | 103' |

| Anotado | 19'  | Joe Mason  | 1–0 |
| Anotado | 118' | Ben Turner | 2–2 |

| Anotado | 60'  | Martin Škrtel | 1–1 |
| Anotado | 108' | Dirk Kuyt     | 1–2 |

| Kenny MIller      | Fallo de penal   | 0:0 |                  |                 |
|                   |                  | 0:0 | Fallo de penal   | Steven Gerrard  |
| Don Cowie         | Acierto de penal | 1:0 |                  |                 |
|                   |                  | 1:0 | Fallo de penal   | Adam Lallana    |
| Rudy Gestede      | Fallo de penal   | 1:0 |                  |                 |
|                   |                  | 1:1 | Acierto de penal | Dirk Kuyt       |
| Peter Whittingham | Acierto de penal | 2:1 |                  |                 |
|                   |                  | 2:2 | Acierto de penal | Stewart Downing |
| Steven Gerrard    | Fallo de penal   | 2:2 |                  |                 |
|                   |                  | 2:3 | Acierto de penal | Glen Johnson    |

| Amonestado | 119' | Ben Turner |
| Amonestado | 98'  | Filip Kiss |

| Amonestado | 52' | Jordan Henderson |

| Árbitro             | Mark Clattenburg |
| Árbitros asistentes | Simon Beck       |
| Árbitros asistentes | Mick McDonough   |
| Cuarto árbitro      | Anthony Taylor   |

|                             |
| Bandera de Inglaterra       |
| Campeón Liverpool 8° título |

## Goleadores
| Pos. | Jugador           | Club              | Goles |
| ---- | ----------------- | ----------------- | ----- |
| 1    | Jay Rodriguez     | Burnley           | 5     |
| 2    | Ramón Núñez       | Leeds United      | 4     |
| 2    | Jeffrey Schlupp   | Leicester City    | 4     |
| 2    | Rubén Rochina     | Blackburn Rovers  | 4     |
| 5    | Ryan Lowe         | Bury              | 3     |
| 5    | Don Cowie         | Cardiff City      | 3     |
| 5    | Marvin Morgan     | Shrewsbury Town   | 3     |
| 5    | Michael Owen      | Manchester United | 3     |
| 5    | Ashley Grimes     | Rochdale          | 3     |
| 5    | Robbie Findley    | Nottingham Forest | 3     |
| 5    | Wilfred Zaha      | Crystal Palace    | 3     |
| 5    | Luis Suárez       | Liverpool         | 3     |
| 5    | Peter Løvenkrands | Newcastle United  | 3     |